# Myotis pequinius
Myotis pequinius är en fladdermusart som beskrevs av Thomas 1908. Myotis pequinius ingår i släktet Myotis och familjen läderlappar. IUCN kategoriserar arten globalt som livskraftig. Inga underarter finns listade i Catalogue of Life.
Denna fladdermus förekommer i östra Kina. Det antas att den lever i skogar och i liknande habitat. Individerna vilar i grottor samt i byggnader.
Arten är i genomsnitt 62 mm lång (huvud och bål), har en cirka 42 mm lång svans och 48 till 50 mm långa underarmar. Bakfötterna är ungefär 12 mm långa och öronen är cirka 18 mm stora. Den broskiga fliken i örat (tragus) är ungefär av halva örats längd. Den korta och släta pälsen på ovansidan har en rödgrå färg och undersidan är täckt av nästan vit päls. Den tredje premolaren på varje sida i över- och underkäken finns bara rudimentärt eller saknas helt.
Myotis pequinius hittas ibland vilande tillsammans med arter av släktet Miniopterus. Den jagar olika flygande insekter.